# 吉兆营清真寺
吉兆营清真寺是中华人民共和国江苏省南京市玄武区的一座清真寺。

## 历史
没有关于清真寺建成的确切时间的书面记录，但据信这座清真寺建于清朝中期。太平天国（1853－1864）执政时，这座古清真寺曾被烧毁。清真寺的礼拜堂于1912年重建。1987年，南京市伊斯兰教协会出资对清真寺进行了整修。

## 建筑

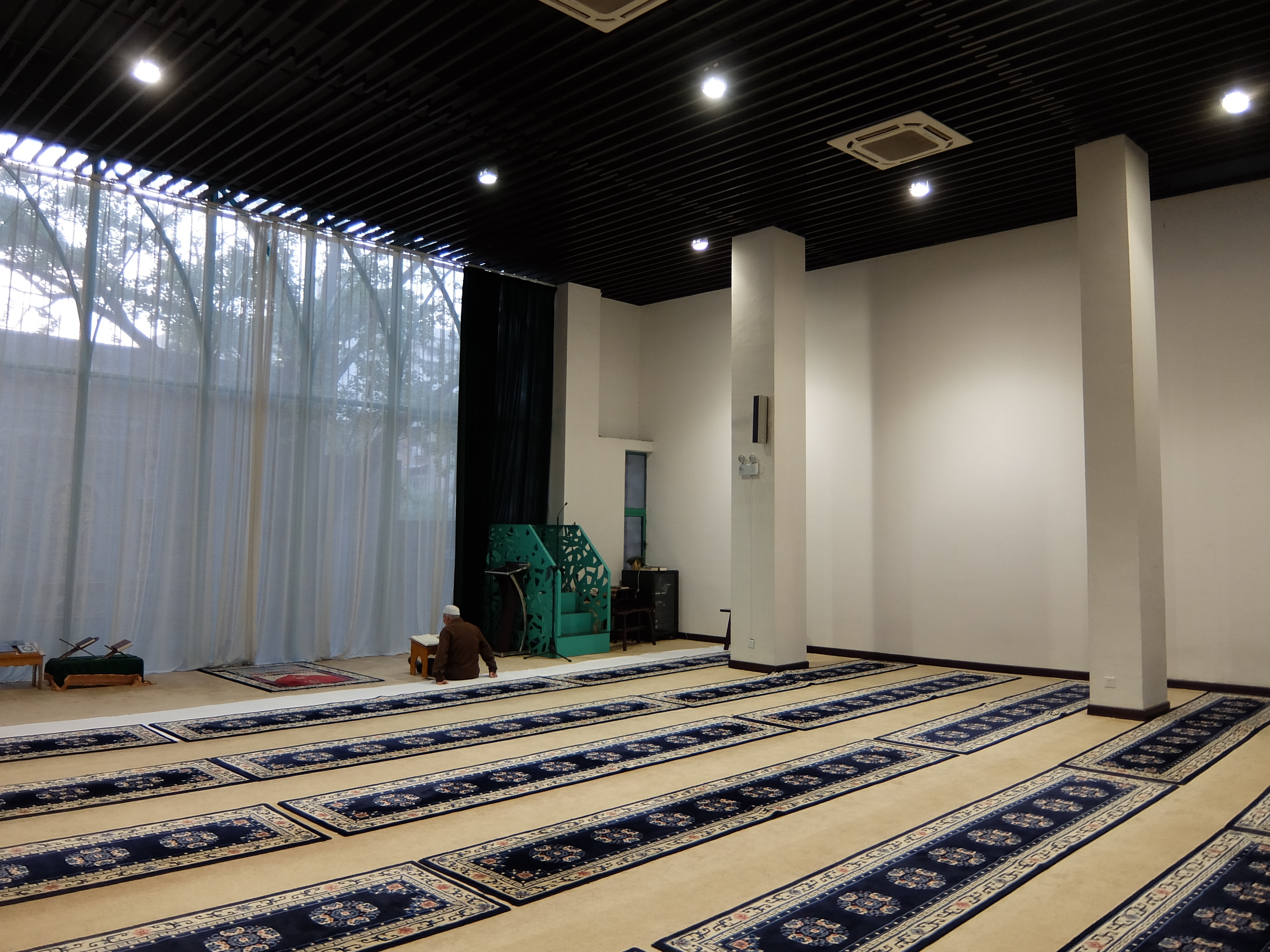
吉兆营清真寺祈祷厅

清真寺建筑群占地815.1平方米。共有4层，包括警卫室、厨房、会议厅、卫生间、主祈祷厅、淋浴室、洗浴室、接待室、阿訇办公室、会议室和清真寺职员办公室。

## 交通
南京地铁珠江路站往东北方向步行即可到达清真寺。